# St. Clair, Minnesota
St. Clair là một thành phố thuộc quận Blue Earth, tiểu bang Minnesota, Hoa Kỳ. Năm 2010, dân số của thành phố này là 868 người.

## Dân số
- Dân số năm 2000: 827 người.
- Dân số năm 2010: 868 người.